# Ageplay
Der Begriff Ageplay (engl. Age, Alter; play, Spiel) bezeichnet Rollenspiele, bei denen die Teilnehmer so agieren, als hätten sie ein anderes Lebensalter, beispielsweise beim bekannten „Vater-Mutter-Kind“-Spiel von Kindern. Grundsätzlich kann das Alter der angenommenen Rolle über oder unter dem tatsächlichen Alter des Beteiligten liegen.

## Abgrenzungen
Gewöhnlich wird der Ausdruck Ageplay im deutschen Sprachraum für das erotische Rollenspiel mit dem Altersunterschied verwendet, während man im englischen Sprachraum das erotische Ageplay und den in der Psychologie, Psychiatrie und Psychotherapie verwendeten Fachbegriff regressive Ageplay unterscheidet, der den Rückzug auf ein kindliches Lebensalter bezeichnet.
Gelegentlich taucht der Begriff auch in Spieleforen im Internet auf, beschreibt dort aber die Situation, die in vielen (Online-)Rollenspielen und auch dem Schauspiel bekannt ist: eine Differenz zwischen realem Alter und Alter des Handelnden oder des Schauspielers. Manchmal verursachen Jugendschutzgesetze, Dramaturgie, Vorlieben des Regisseurs oder Mangel an Mitspielern für ein Rollenspiel die Besetzung einer Rolle mit einem deutlich jüngeren oder älteren Protagonisten. Beispielsweise ist bei Schulaufführungen die Annahme einer im Vergleich zum Lebensalter deutlich älteren Rolle üblich, während im Gegensatz dazu die Besetzung der Rolle der Olympias mit Angelina Jolie im Film Alexander kritisiert wurde, weil sie der altersgemäßen Vorstellung einer Mutter mit einem erwachsenen Sohn nicht unbedingt entspricht.

## Ageplay in Psychologie und Psychotherapie
In der Psychotherapie werden in manchen Therapieformen Rollenspiele eingesetzt, um modellhaft Erfahrungen machen, nacherleben oder ausdrücken zu können. Beispiele dafür sind zum einen die im Psychodrama verwendeten Rollenspiele, die auch ein Einfühlen in ein anderes Lebensalter beinhalten können, um dieses rückwirkend verarbeiten zu können. Zum anderen wird auch in der Schematherapie mit verschiedenen Kind-Modi gearbeitet, um eine Verbindung mit dem Inneren Kind aufnehmen zu können und über das Rollenspiel und das sogenannte Reparenting durch den Therapeuten normale Verhaltensweisen zu erfahren. Der Begriff Inneres Kind wird in der populärwissenschaftlichen Psychologie auch verwandt, um subjektive Ereignisse und beeinflussende Elemente der Kindheit oder das emotionale Gedächtnis anzusprechen. Carl Gustav Jung nannte ein ähnliches Konzept das „Göttliche Kind“, Charles Whitfield bezeichnet es als das „Kind innendrin“ (Child within). Vermutlich als Erster verwendete W. Missildine den Begriff Inneres Kind in seinem 1963 erschienenen Buch „Your Inner Child of the Past“. Bekannt wurde das (modifizierte) Konzept des Inneren Kindes durch John Bradshaw, einem bekannten Psychologen und Leiter einer Selbsthilfebewegung. Inzwischen erfreut sich die populärwissenschaftliche „Therapie des Inneren Kindes“ einiger Beliebtheit; in einigen Ländern gibt es Ageplay-Workshops, in denen Erwachsene diesen Bereich in einer sicheren Umgebung erfahren und ausprobieren können. Einige Methoden zur Behandlung psychologischer Problemstellungen, beispielsweise die des „Radikalen Verzeihens“, lehnen die Vorstellung des Inneren Kindes ab und behaupten, dass die Idee, das Innere Kind zu hätscheln, die Gesundung verhindert und den Hilfesuchenden in der Opferrolle verharren lässt.

## Erotisches/Sexuelles Ageplay
Beim sexuellen Ageplay handelt es sich grundsätzlich um ein neigungsunabhängiges erotisches Rollenspiel zwischen einvernehmlichen Erwachsenen (vgl. Safe, Sane, Consensual). Aufgrund der mit dem gespielten Altersunterschied verbundenen Aspekte von Macht und Ohnmacht wird Ageplay im Allgemeinen zu den Sexualpraktiken des BDSM gerechnet. Neben Verquickungen mit anderen Rollenspielarten wie dem Genderplay, können innerhalb eines solchen Rollenspiels auch fiktiver Inzest, Bestrafung und sexuelle Handlungen mit dem das Kind darstellenden Erwachsenen Teil der zugrundeliegenden Fantasie sein. In diesem Fall wird häufig von Dark Ageplay gesprochen. Während Rollenspiele mit unterschiedlichen reifen und adoleszenten Lebensaltern Außenstehende kaum stört, führen diese an Pädophilie und Kindesmissbrauch erinnernden Spielarten, insbesondere das infantile Rollenspiel (vgl. Adult Baby), sowohl außerhalb als auch innerhalb der BDSM-Szene zu Unverständnis und Ablehnung. Die Rollenspieler verneinen jedoch jeglichen Zusammenhang vehement, da prinzipiell nur Erwachsene an dieser Art Rollenspiel beteiligt sind.
Im erotischen Ageplay nimmt der dominante Partner (Top) meist die Rolle einer irgendwie gearteten Autorität oder Respektsperson ein, beispielsweise einer Tante, Ausbilderin, eines Vaters oder eines Lehrers. Dabei ist der gespielte Altersunterschied nicht zwangsläufig sehr groß, zum Beispiel kann ein Rollenspiel mit Arzt und Patient schon durch einen geringen Altersunterschied das gewünschte Wissens- und Machtgefälle darstellen. Die wohl bekanntesten Varianten des Ageplay sind: Lehrer und Schüler, Mutter und Kind, Vater und Tochter, älterer Herr und Lolita. Der umgekehrte Fall (devoter Partner (Bottom) spielt den älteren Part) wird ebenfalls beschrieben. Es besteht auch die Möglichkeit, dass innerhalb des Spiels gleichaltrige Rollen eingenommen werden. Durch die rein fiktive Grundlage des Rollenspiels kann innerhalb des Szenarios auch das Geschlecht gewechselt werden, beispielsweise kann auch ein älterer Mann eine ungezogene kleine Göre spielen. Viele andere Praktiken und Szenarien aus dem Bereich des BDSM können mit in das Spiel einfließen: Beispiele hierfür sind Klinikerotik, insbesondere mit erotisch stimulierenden, erniedrigenden Praktiken (Fiebermessen, Einläufe), Spanking, Petticoating, aber auch Bondage und erotische Laktation. Die fiktiven Rollenspiele enthalten häufig auch autoritäre Erziehungsmaßnahmen, die zum Teil seit Jahrzehnten nicht mehr üblich sind, aber Bestandteil der erniedrigenden und masochistischen Fantasien geblieben sind, beispielsweise das Scheiterknien (Knien auf einem Holzstück) oder Rohrstockschläge durch den Lehrer.
Neben dem sehr offensichtlichen Aspekt des Statusunterschiedes zwischen älteren und jüngeren Personen und dem resultierenden Machtgefüge, das für Rollenspiele im Zusammenhang mit Dominanz und Unterwerfung (vgl. D/s) nahezu unumgänglich ist, können Motive für das Rollenspiel beispielsweise auch der Wunsch nach Geborgenheit, Stabilität und Aufmerksamkeit oder der Ausübung von Kontrolle und Pflegetrieb, sowie ein vorhandener Windelfetischismus sein. Gelegentlich wird beschrieben, dass eine mögliche Motivation auch Traumata im Kindesalter, z. B. Missbrauch sein können, die mit diesen Rollenspielen bearbeitet werden. Dies ist wissenschaftlich noch nicht untersucht, wird aber innerhalb der Szene diskutiert. Neben den Risiken, die aus der Anwendung der einzelnen BDSM-Praktiken entstehen können, ist eine der häufiger beschriebenen Gefahren des erotischen Ageplay die Erinnerung an verdrängte Geschehnisse im Kindesalter, die innerhalb des Spieles zu unkontrollierbaren Situationen und einem Absturz des Bottom führen können.
Ageplay kann auch im Internet, z. B. als Chatrollenspiel, gespielt werden. Ageplay wurde Ende 2007 online teilweise heftig und kontrovers diskutiert, als Linden Lab verkündete, Ageplay in der virtuellen 3D-Welt Second Life sei in einigen Ländern illegal und würde in Zukunft unterbunden werden. In anderen Kulturkreisen gibt es ähnliche Fantasien, die zum Teil als Ageplay ausgelebt werden, ein gut belegtes Beispiel hierfür ist Japan. Dort sind Schulmädchenfantasien sehr geläufig und werden zum Beispiel mit als Schulmädchen verkleideten Prostituierten (in sogenannten イメージクラブ imēji kurabu, von englisch image club, kurz イメクラ imekura) auch ausgelebt, entsprechende pornografische Filme und Hentais werden dort legal vertrieben.